# Эспланада (отель, Загреб)
Отель Эспланада (хорв. Hotel Esplanadeе) — исторический роскошный отель в Загребе, столице Хорватии, построенный в 1925 году для размещения в нём пассажиров знаменитого поезда «Восточный экспресс», курсировавшего между Парижем и Стамбулом.

## История

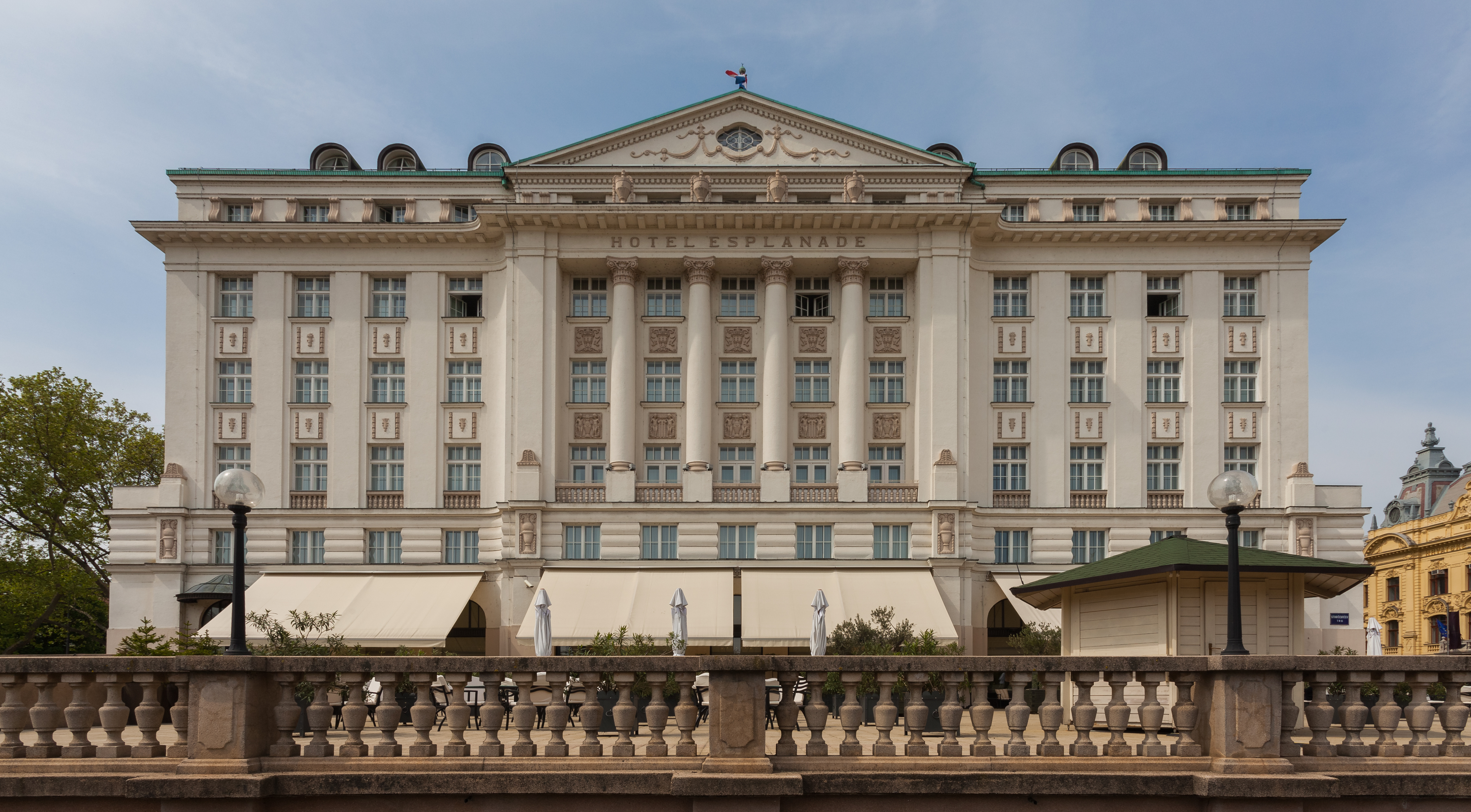
Фасад отеля

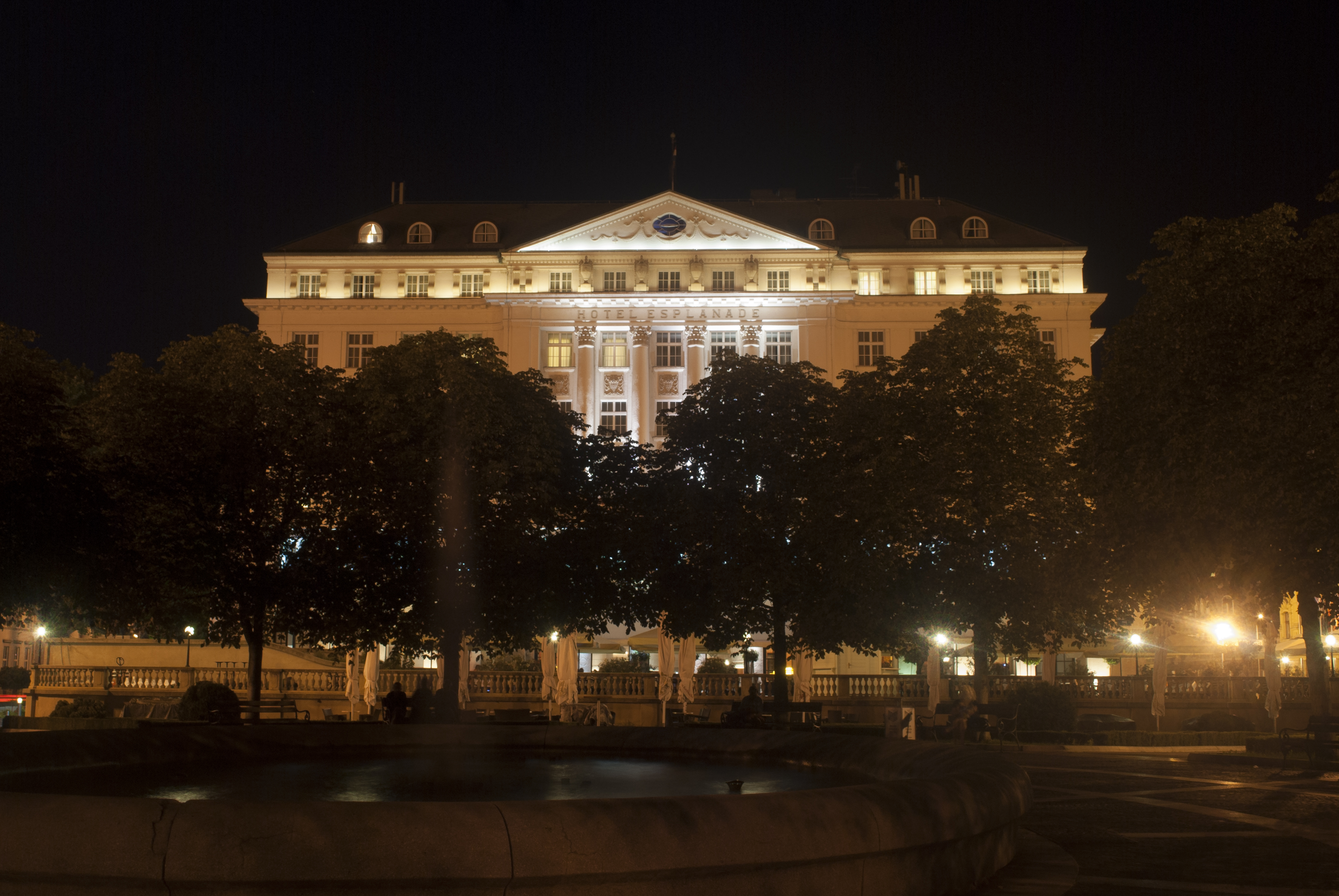
Отель «Эспланада» ночью

В 1917 году был объявлен международный конкурс, в котором приняли участие ряд выдающихся архитекторов того времени, в том числе австриец Адольф Лоос. Победителем стал немецкий архитектор Отто Рениг, первоначальный проект которого был потом изменён загребским архитектором Дионисом Сунко. При этом ныне большинство загребцев считают, что именно Сунко был архитектором этого здания Прекрасной эпохи. Гостиница получила название «Эспланада», что изначально означает «открытое пространство», вероятно, потому, что она была возведена на обширной равнине, располагавшейся к западу от вокзала. Отель «Эспланада» был центром общественной жизни Загреба, особенно в 1920-е годы, когда он пользовался популярностью среди влюблённых. Согласно городской легенде, в этой гостинице состоялось первое хорватское стриптиз-шоу в рамках прощального вечера итальянского графа. В отеле «Эспланада» выступали известные певцы, в том числе Иво Робич.
Во время Второй мировой войны гостиница находилась в пользовании у гестапо и вермахта.
В 1964 году отель был переименован в Hotel Esplanade Intercontinental, став частью международной сети гостиниц InterContinental. В 1967 году в нём было открыто казино, а в следующем году он был признан лучшим среди 62 отелей InterContinental в Европе и на Ближнем Востоке. В 1975 году отель был удостоен медали с золотым венком от президента Иосипа Броз Тито. В том же году у InterContinental появилась ещё одна гостиница в Загребе (ныне известная как The Westin Zagreb), а несколько лет спустя «Эспаланада» перестала входить в эту сеть. На протяжении всего XX века гостиница служила местом проведения важнейших светских мероприятий хорватской столицы.
В «Эспланаде» останавливались многие всемирно известные личности, в том числе Чарльз Линдберг, Жозефина Бейкер, Лоренс Оливье, Вивьен Ли, Вуди Аллен, королева Елизавета II, Ричард Никсон, Никита Хрущёв, Альфред Хичкок, Луи Армстронг, Элла Фицджеральд, Катрин Денёв, Орсон Уэллс, Ричард Бёртон, Ив Монтан, Клифф Ричард, участники группы Iron Maiden, Мик Джаггер и участники группы The Rolling Stones, а также Айк и Тина Тёрнеры .
Отель послужил местом съёмок американского мини-сериала 1983 года «Ветры войны» и американского телефильма 1988 года «Большой побег 2: Нерассказанная история».
В 1990-х отель был приватизирован, а в 2002 году его приобрела австрийская WSF-Gruppe. В 2002 году «Эспланада» закрылась на капитальный ремонт, открывшись вновь 18 мая 2004 года под названием The Regent Esplanade Zagreb. В 2012 году гостиница перестала относиться к сети Regent и с того момента работает независимо от какой-либо сети отелей. В 2012 году сайт путешествий Tripadvisor признал «Эспланаду» лучшим хорватским отелем по всем трём категориям (лучший отель, лучший сервис и лучший роскошный отель).